# Xatranj
El xatranj és el resultat de l'evolució de l'antic joc de tauler indi del xaturanga, que hom creu que va arribar a Pèrsia provinent de l'Índia cap al 530, esdevenint el xatranj.
En els següents 50 anys, va ser conegut tant pels àrabs (ja com a xatranj) com pels romans d'Orient. Per totes dues bandes, hi ha la possibilitat que el joc arribés a Europa, però la més probable és la via àrab. D'aquí van sortir els escacs occidentals. Les regles del xatranj (les explicades aquí ens són conegudes mitjançant els àrabs medievals) són molt similars a les que tenien els escacs originàriament.

## Regles
El tauler consisteix en una quadrícula de vuit per vuit. Tots els quadrats són iguals. Com a peces, se'n poden fer servir unes d'escacs.
La posició inicial és la següent: cada jugador, a la seva segona fila hi té vuit baidaq (peons) i a la primera un ruhk, un faras (cavall de guerra), un fil (elefant), un xa (rei), un firz (primer ministre) i un altre cop un fil, un faras i un ruhk. Un color té el xa a l'esquerra i l'altre a la dreta.
Es juga alternativament, movent una peça pròpia segons les normes següents:
- El shah mou una posició en qualsevol direcció i sentit.
- El firz mou una posició diagonalment en qualsevol sentit.
- El fil mou dues posicions diagonalment en qualsevol sentit (la posició intermèdia pot estar ocupada).
- El faras mou dues posicions ortogonalment i una altra perpendicular a aquestes (els quadrats del mig poden estar ocupats).
- El ruhk mou tantes posicions com vulgui ortogonalment (el camí ha de ser lliure).
- El baidaq mou una posició "endavant", però captura diagonalment "endavant". Quan arriba a la darrera fila del tauler, es transforma en un firz.

No podem moure a una posició ocupada per una peça pròpia, però sí a una ocupada per una peça contrària, que capturem i traiem del tauler.
Si en un cert moment no podem moure cap peça sense deixar el xa amenaçat, o només podem moure el xa, i totes les caselles on pot moure estan amenaçades, o ocupades per peces pròpies, podem, en lloc de moure normalment, intercanviar-lo amb una altra peça pròpia qualsevol, que no estigui amenaçada. Si en una situació així totes les peces amb què podríem intercanviar el xa estan amenaçades, perdem la partida.
També guanya qui captura el xa contrari, o qui deixa l'oponent amb només el xa, tot tenint més peces.
Malgrat que hi ha tres maneres de guanyar, moltes partides acaben en taules.